# جون أديسون
جون أديسون (بالإنجليزية: John Addison) (و. 1920 – 1998 م) هو ملحن، ومؤلفو موسيقى تصويرية، من المملكة المتحدة، توفي في بينينغتون، عن عمر يناهز 78 عاماً.

## التعليم
تعلم في كلية ولينغتون (بركشاير)، والكلية الملكية للموسيقى ‏.

## الخدمة العسكرية
خدم في الجيش البريطاني.

## جوائز وترشيحات
حصل على جوائز منها:
- جائزة إيمي
- جائزة الأوسكار لأفضل موسيقى تصويرية، عن عمل: توم جونز.

ترشح لـ:
- جائزة الأوسكار لأفضل موسيقى تصويرية دراماتيكية أصلية، عن عمل: تصيد (فيلم 1972)
- جائزة الأوسكار لأفضل موسيقى تصويرية، عن عمل: توم جونز.

## وصلات خارجية
- جون أديسون على موقع IMDb (الإنجليزية)
- جون أديسون على موقع ألو سيني (الفرنسية)
- جون أديسون على موقع ميوزك برينز (الإنجليزية)
- جون أديسون على موقع تيرنر كلاسيك موفيز (الإنجليزية)
- جون أديسون على موقع أول موفي (الإنجليزية)
- جون أديسون على موقع قاعدة بيانات برودواي على الإنترنت (الإنجليزية)
- جون أديسون على موقع قاعدة بيانات الأفلام السويدية (السويدية)
- جون أديسون على موقع أول ميوزيك (الإنجليزية)
- جون أديسون على موقع ديسكوغز (الإنجليزية)
- جون أديسون على موقع قاعدة بيانات الفيلم (الإنجليزية)